# Zamek Andrychowski
Zamek Andrychowski nazywany również Pałacem Bobrowskich – dwór w centrum Andrychowa otoczony parkiem ze stawem.

## Pochodzenie nazwy
Nazwa "Zamek" występuje w oficjalnych dokumentach już w roku 1761. Nazwa ta związana jest z pierwotnym obronnym charakterem tego miejsca (prawdopodobnie istniał tu dwór obronny). Dwory takie były powszechnie (rozpowszechnione w Polsce w XVI w.) budowane przez zamożną szlachtę, zachowując schemat średniowiecznych, małych założeń zamkowych o zredukowanym programie budowlanym. W literaturze określa się je również mianem fortalitium.

## Stan obecny
Klasycystyczny, parterowy, murowany dwór jest podpiwniczony, przykrywają go niskie dachy siodłowe. Obecnie na planie podkowy. Część środkową zdobi portyk z czterema kolumnami doryckimi i trójkątnym frontonem w którym znajdują się herby: Jastrzębiec Bobrowskich i Poraj Męcińskich z których pochodziła żona Stefana Bobrowskiego. Od tyłu posiada wydatny ryzalit. Okna duże, półkolisto zamknięte lub prostokątne. Od południowego zachodu znajduje się narożnikowa baszta.

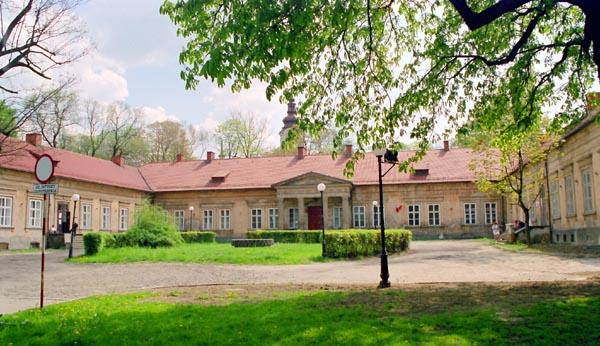
Pałac Bobrowskich w Andrychowie

Dwór otacza pozostałość dworskiego założenia parkowego. Obok dworu wolnostojący budynek powozowni, obecnie wykorzystany jako lokal gastronomiczny.

Herb Bobrowskich
Herb Męcińskich

## Historia
W literaturze nie podaje się dokładnej daty powstania. Dwór murowany (prawdopodobnie wcześniej istniała drewniana rezydencja o charakterze obronnym) zbudował Marian Przyłęcki, właściciel klucza wieprzowskiego, który w 1. połowie XVII w. przeniósł tutaj swoją siedzibę z Wieprza. Dwór miał charakter obronny: otaczały go trzy stawy oraz fosa (staw od strony rynku został zasypany w 1875 roku). W sali z przylegającej doń wieżyczką odbył się jeden ze zjazdów Konfederacji Barskiej. W 1756 roku dwór stał się własnością rodziny Ankwiczów h. Abdank. Hrabiowie Bobrowscy w XIX wieku poszerzyli istniejący dwór o dwa skrzydła nadając mu kształt podkowy. Główne wejście usytuowano od północy ponieważ tam wytyczono gościniec.